# لوئیس لثام
لوئیس لثام (انگلیسی: Louise Latham؛ زادهٔ ۲۳ سپتامبر ۱۹۲۲) یک هنرپیشه زن اهل ایالات متحده آمریکا است.
از فیلم‌ها یا برنامه‌های تلویزیونی که وی در آن نقش داشته است می‌توان به مارنی، شوگرلند اکسپرس، رعد و برق سفید و ساعتی با آلفرد هیچکاک اشاره کرد.